# Do Wah Diddy Diddy
Do wah diddy diddy is een nummer geschreven door Jeff Barry en Ellie Greenwich en oorspronkelijk in 1963 opgenomen door de Amerikaanse groep The Exciters. Het werd al snel gecoverd door de Engelse r&b, beat- en popgroep Manfred Mann. Ze prijkten twee weken op nummer 1 in de Amerikaanse Billboard. Het nummer is in Nederland en Vlaanderen vooral bekend door de versie van de Dolly Dots uit 1982.

## Manfred Mann
Do wah diddy diddy is een single van de Engelse band Manfred Mann uit 1964.

### Tracklist

#### 7" Single
Electrola E 22 796 [de] (1964)
1. Do wah diddy diddy - 2:31
2. What you gonna do - 2:21

#### NederlandseTijd voor Teenagers Top 10
| Hitnotering: 29-08-1964 t/m 10-10-1964 | Hitnotering: 29-08-1964 t/m 10-10-1964 | Hitnotering: 29-08-1964 t/m 10-10-1964 | Hitnotering: 29-08-1964 t/m 10-10-1964 | Hitnotering: 29-08-1964 t/m 10-10-1964 | Hitnotering: 29-08-1964 t/m 10-10-1964 | Hitnotering: 29-08-1964 t/m 10-10-1964 | Hitnotering: 29-08-1964 t/m 10-10-1964 | Hitnotering: 29-08-1964 t/m 10-10-1964 |
| Week:                                  | 1                                      | 2                                      | 3                                      | 4                                      | 5                                      | 6                                      | 7                                      |                                        |
| -------------------------------------- | -------------------------------------- | -------------------------------------- | -------------------------------------- | -------------------------------------- | -------------------------------------- | -------------------------------------- | -------------------------------------- | -------------------------------------- |
| Positie:                               | 8                                      | 7                                      | 6                                      | 6                                      | 7                                      | 7                                      | 7                                      | uit                                    |

#### NPO Radio 2 Top 2000
| Nummer met noteringen in de NPO Radio 2 Top 2000 | '99  | '00  | '01  | '02  |
| ------------------------------------------------ | ---- | ---- | ---- | ---- |
| Do Wah Diddy Diddy                               | 1643 | 1929 | 1966 | 1792 |

1. ↑  Een vetgedrukt getal geeft de hoogste notering aan.
2. ↑  Deze tabel is bijgewerkt tot en met de laatste editie (2024).

## À La Carte
In 1980 maakte de Duitse discoformatie À La Carte een disco uitvoering van het nummer Do wah diddy diddy het bereikte de 27ste plaats in de Vlaamse Radio 2 Top 30.

### Hitnotering

#### VlaamseRadio 2 Top 30
| Hitnotering: 24-05-1980 | Hitnotering: 24-05-1980 | Hitnotering: 24-05-1980 |
| Week:                   | 1                       |                         |
| ----------------------- | ----------------------- | ----------------------- |
| Positie:                | 27                      | uit                     |

## Dolly Dots
In 1982 maakte de Nederlandse meidengroep de Dolly Dots hun versie van het nummer Do wah diddy diddy. Het bereikte in zowel Nederland als Vlaanderen de top 10 van de hitparade.

### Hitnoteringen

#### Nederlandse Top 40
| Hitnotering: 25-09-1982 t/m 20-11-1982 | Hitnotering: 25-09-1982 t/m 20-11-1982 | Hitnotering: 25-09-1982 t/m 20-11-1982 | Hitnotering: 25-09-1982 t/m 20-11-1982 | Hitnotering: 25-09-1982 t/m 20-11-1982 | Hitnotering: 25-09-1982 t/m 20-11-1982 | Hitnotering: 25-09-1982 t/m 20-11-1982 | Hitnotering: 25-09-1982 t/m 20-11-1982 | Hitnotering: 25-09-1982 t/m 20-11-1982 | Hitnotering: 25-09-1982 t/m 20-11-1982 | Hitnotering: 25-09-1982 t/m 20-11-1982 |
| Week:                                  | 1                                      | 2                                      | 3                                      | 4                                      | 5                                      | 6                                      | 7                                      | 8                                      | 9                                      |                                        |
| -------------------------------------- | -------------------------------------- | -------------------------------------- | -------------------------------------- | -------------------------------------- | -------------------------------------- | -------------------------------------- | -------------------------------------- | -------------------------------------- | -------------------------------------- | -------------------------------------- |
| Positie:                               | 31                                     | 15                                     | 9                                      | 5                                      | 5                                      | 4                                      | 7                                      | 18                                     | 33                                     | uit                                    |

#### NederlandseSingle Top 100
| Hitnotering: 25-09-1982 t/m 27-11-1982 | Hitnotering: 25-09-1982 t/m 27-11-1982 | Hitnotering: 25-09-1982 t/m 27-11-1982 | Hitnotering: 25-09-1982 t/m 27-11-1982 | Hitnotering: 25-09-1982 t/m 27-11-1982 | Hitnotering: 25-09-1982 t/m 27-11-1982 | Hitnotering: 25-09-1982 t/m 27-11-1982 | Hitnotering: 25-09-1982 t/m 27-11-1982 | Hitnotering: 25-09-1982 t/m 27-11-1982 | Hitnotering: 25-09-1982 t/m 27-11-1982 | Hitnotering: 25-09-1982 t/m 27-11-1982 | Hitnotering: 25-09-1982 t/m 27-11-1982 |
| Week:                                  | 1                                      | 2                                      | 3                                      | 4                                      | 5                                      | 6                                      | 7                                      | 8                                      | 9                                      | 10                                     |                                        |
| -------------------------------------- | -------------------------------------- | -------------------------------------- | -------------------------------------- | -------------------------------------- | -------------------------------------- | -------------------------------------- | -------------------------------------- | -------------------------------------- | -------------------------------------- | -------------------------------------- | -------------------------------------- |
| Positie:                               | 43                                     | 13                                     | 5                                      | 2                                      | 2                                      | 4                                      | 10                                     | 20                                     | 27                                     | 44                                     | uit                                    |

#### VlaamseRadio 2 Top 30
| Hitnotering: (Week 1 t/m 6) 16-10-1982 t/m 20-11-1982 Hitnotering: (Week 7) 18-12-1982 | Hitnotering: (Week 1 t/m 6) 16-10-1982 t/m 20-11-1982 Hitnotering: (Week 7) 18-12-1982 | Hitnotering: (Week 1 t/m 6) 16-10-1982 t/m 20-11-1982 Hitnotering: (Week 7) 18-12-1982 | Hitnotering: (Week 1 t/m 6) 16-10-1982 t/m 20-11-1982 Hitnotering: (Week 7) 18-12-1982 | Hitnotering: (Week 1 t/m 6) 16-10-1982 t/m 20-11-1982 Hitnotering: (Week 7) 18-12-1982 | Hitnotering: (Week 1 t/m 6) 16-10-1982 t/m 20-11-1982 Hitnotering: (Week 7) 18-12-1982 | Hitnotering: (Week 1 t/m 6) 16-10-1982 t/m 20-11-1982 Hitnotering: (Week 7) 18-12-1982 | Hitnotering: (Week 1 t/m 6) 16-10-1982 t/m 20-11-1982 Hitnotering: (Week 7) 18-12-1982 | Hitnotering: (Week 1 t/m 6) 16-10-1982 t/m 20-11-1982 Hitnotering: (Week 7) 18-12-1982 | Hitnotering: (Week 1 t/m 6) 16-10-1982 t/m 20-11-1982 Hitnotering: (Week 7) 18-12-1982 |
| Week:                                                                                  | 1                                                                                      | 2                                                                                      | 3                                                                                      | 4                                                                                      | 5                                                                                      | 6                                                                                      |                                                                                        | 7                                                                                      |                                                                                        |
| -------------------------------------------------------------------------------------- | -------------------------------------------------------------------------------------- | -------------------------------------------------------------------------------------- | -------------------------------------------------------------------------------------- | -------------------------------------------------------------------------------------- | -------------------------------------------------------------------------------------- | -------------------------------------------------------------------------------------- | -------------------------------------------------------------------------------------- | -------------------------------------------------------------------------------------- | -------------------------------------------------------------------------------------- |
| Positie:                                                                               | 27                                                                                     | 13                                                                                     | 8                                                                                      | 21                                                                                     | 19                                                                                     | 29                                                                                     | uit                                                                                    | 29                                                                                     | uit                                                                                    |

## Altijd Lazerus!
In 2001 maakte het Nederlandse duo Altijd Lazerus! (ook bekend als Het Feestteam) een Nederlandse versie van het nummer Do wah diddy diddy onder de titel Do wah diddy. Op de cd-single was ook een Engelse versie van het nummer te vinden. De single bereikte de 49ste plaats in de Nederlandse Single Top 100.

### Hitnotering

#### NederlandseSingle Top 100
| Hitnotering: 25-08-2001 t/m 29-09-2001 | Hitnotering: 25-08-2001 t/m 29-09-2001 | Hitnotering: 25-08-2001 t/m 29-09-2001 | Hitnotering: 25-08-2001 t/m 29-09-2001 | Hitnotering: 25-08-2001 t/m 29-09-2001 | Hitnotering: 25-08-2001 t/m 29-09-2001 | Hitnotering: 25-08-2001 t/m 29-09-2001 | Hitnotering: 25-08-2001 t/m 29-09-2001 |
| Week:                                  | 1                                      | 2                                      | 3                                      | 4                                      | 5                                      | 6                                      |                                        |
| -------------------------------------- | -------------------------------------- | -------------------------------------- | -------------------------------------- | -------------------------------------- | -------------------------------------- | -------------------------------------- | -------------------------------------- |
| Positie:                               | 75                                     | 55                                     | 49                                     | 57                                     | 63                                     | 63                                     | uit                                    |